# ياكوب فونتانا
ياكوب فونتانا (بالبولندية: Jakub Fontana)‏ هو مهندس معماري بولندي، ولد في 1710 في محافظة بودلاسكي في بولندا، وتوفي في 13 أبريل 1773 في وارسو في بولندا.

## معرض صور

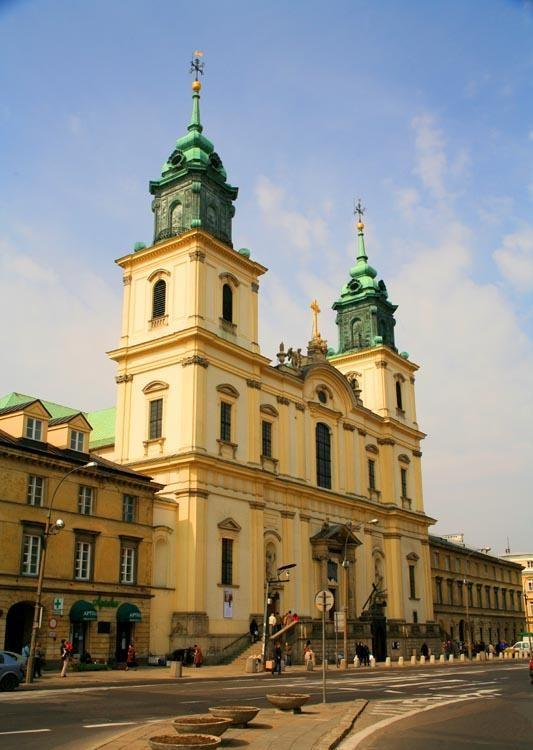
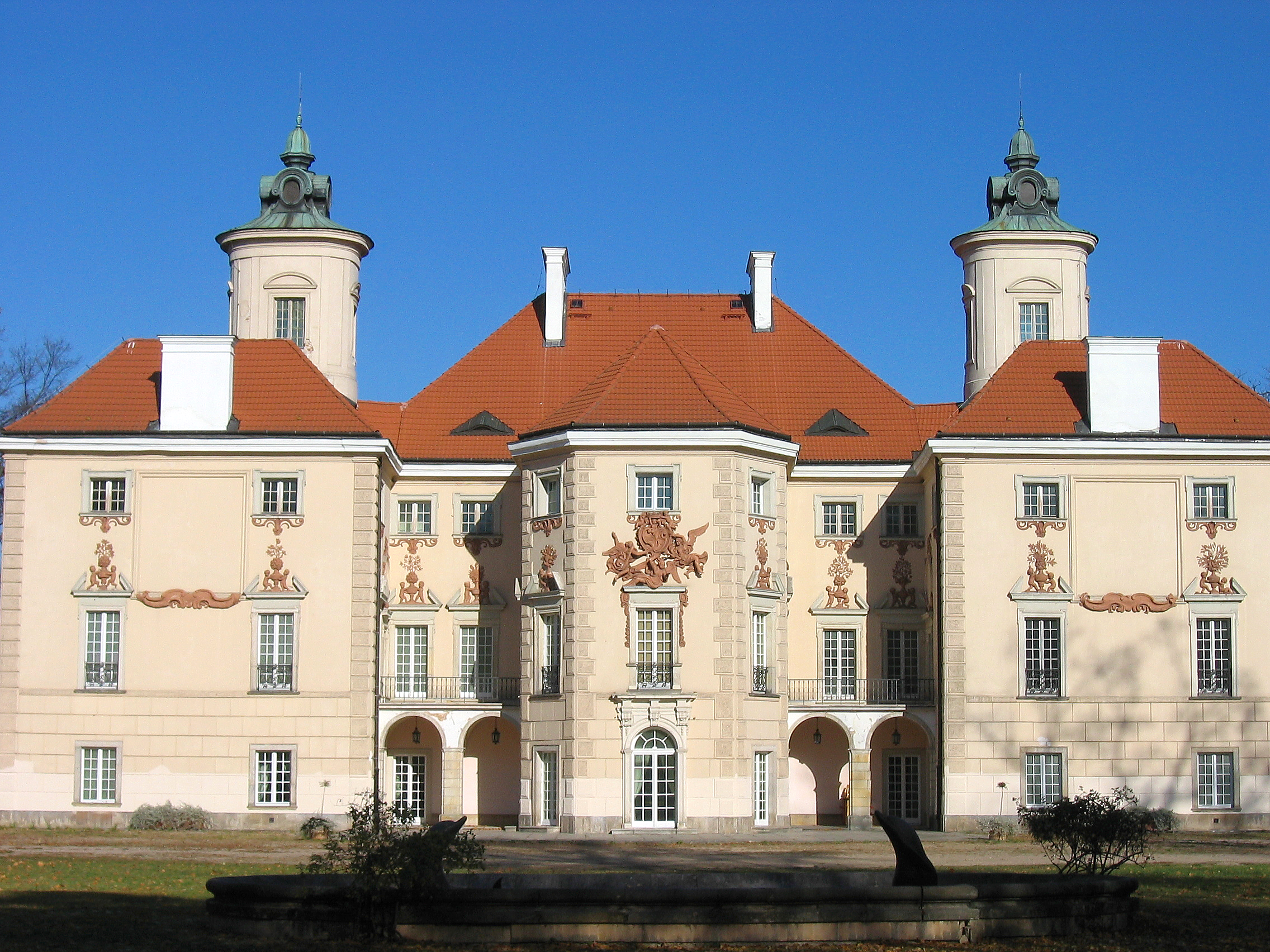
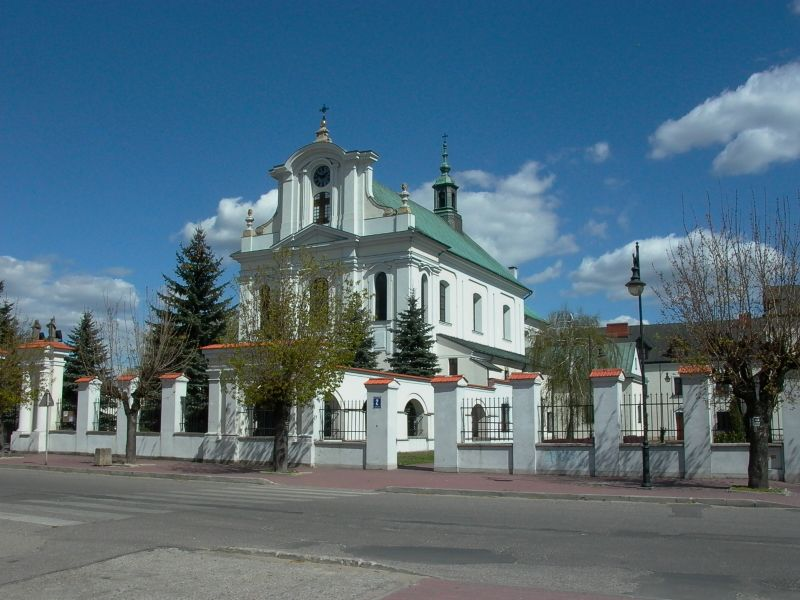
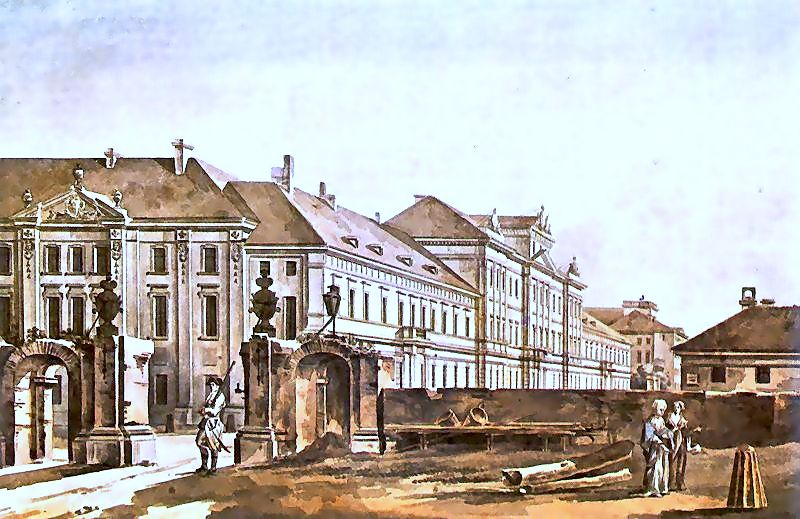